# Parc des Vétérans
 (février 2009).
Si vous disposez d'ouvrages ou d'articles de référence ou si vous connaissez des sites web de qualité traitant du thème abordé ici, merci de compléter l'article en donnant les références utiles à sa vérifiabilité et en les liant à la section « Notes et références ».
Parc des vétérans est le nom du parc où se trouve le Monument aux morts de la ville de Shawinigan, province de Québec au (Canada) 

## Histoire
À la suite de la cérémonie organisée pour le retour des soldats de la Grande Guerre, en 1919, M. Ferdinand Daemen réclama que la ville érige un monument afin que l’on n’oublie pas les noms de ceux qui sont morts au champ d’honneur. Ses appels restaient sans écho, mais il ne se découragea pas. Il devint le secrétaire de l’Association des Anciens Combattants de Shawinigan. Ce n’est que lorsque la ville de Grand-Mère dévoila son Monument aux Morts, le 11 novembre 1937, que les autorités municipales se montrèrent enfin favorables à ce que Shawinigan ait son propre monument.  
Puisque M. Daemen était d’origine belge, le comité demanda à Mme. la baronne Suzanne Silvercruys, femme-sculpteur de réputation internationale, elle aussi d’origine belge. Le 11 mai 1939, Mme. Silvercruys fut reçue à l’Hôtel de ville et le plan final pour le monument fut décidé. Elle donna gratuitement son temps et son travail pour le modèle du bronze, et ne demanda que le prix du coulage en Belgique, 1,500$.
Malgré la déclaration de la guerre contre l’Allemagne, le bronze arriva à Shawinigan le 18 février 1940. Mais à cause du conflit, les autorités municipales et les vétérans décidèrent de remettre l’érection du monument à plus tard. Le bronze fut entreposé au garage municipal pendant 8 ans.
Dès la fin de la guerre, le maire Bilodeau estima que le temps était venu de mettre le projet à terme, et d’y inscrire les noms de ceux qui étaient morts pendant les deux guerres. Une liste de souscriptions fut ouverte et un grand nombre de citoyens y contribuèrent. M.Hubert Biermans souscrivit une somme de 2,600$.

## Monument

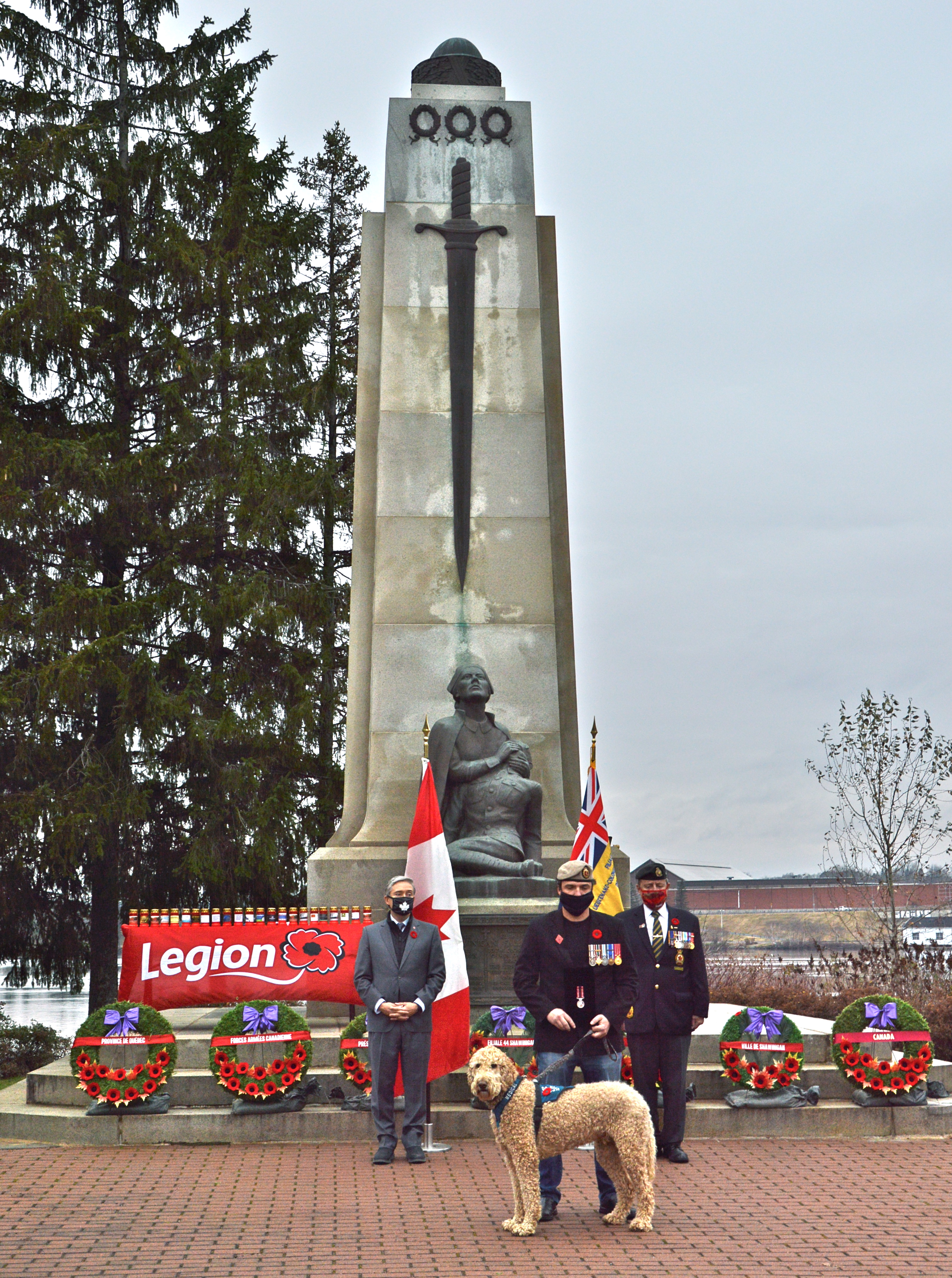
La face avant du cénotaphe de Shawinigan, lors d'une cérémonie en 2020.

Le monument en granit est l’œuvre de l’architecte J. Cuvelier de Trois-Rivières et est une adaptation de la stèle que les Grecs de l’Antiquité avaient coutume de consacrer à la mémoire de leurs défunts. Il a une hauteur de 35 pieds et est surmonté d’un casque de combat reposant sur la couronne de la victoire. Ornent le monument deux glaives surmontés de trois couronnes de laurier, situées sur le devant et à l’arrière. Ces ornements, ainsi que la plaque commémorative, ont été coulés à la maison Vandevoorde de Montréal. La plaque commémorative, en bronze, porte l’inscription suivante :
Érigé par la Cité de Shawinigan Falls à la mémoire de ses chers fils, artisans de la Victoire
Ceux qui pieusement sont morts pour la Patrie ont droit qu’à leur tombeau la foule vienne et prie.
La dernière phrase est un vers de Victor Hugo.
Madame Silvercruys décrit elle-même la signification symbolique du monument :
Dans le haut-relief du monument grandeur héroïque, le soldat est mourant, dans les bras d’une femme qui, de sa main, lui cache la figure. Cette femme représente toutes les femmes – les mères, les veuves, les sœurs, fiancées.
D’ailleurs une femme caresse toujours instinctivement la figure de l’être cher quand il souffre, et ce groupe représente la femme qui presse sur son cœur cet être cher et de sa main gauche cache la figure meurtrie.
Une petite plaque de bronze a été placée à la mémoire de Ferdinand Daemen, le promoteur du monument.
Le dévoilement du monument a été fait par le brigadier-général Jean-Victor Allard, ancien commandant du Royal 22e Régiment en Italie, le 6 septembre 1948 à onze heures. Une foule de dix mille personnes, des invités de marques, un peloton du R22R, des anciens combattants de Trois-Rivières, Cap-de-la-Madeleine, Grand-Mère et Shawinigan, des corps de cadets de la région, l’Union Musicale de Shawinigan et les familles des disparus étaient présents à l’inauguration officielle, cérémonie présidée par le maire François Roy.

## La liste des disparus

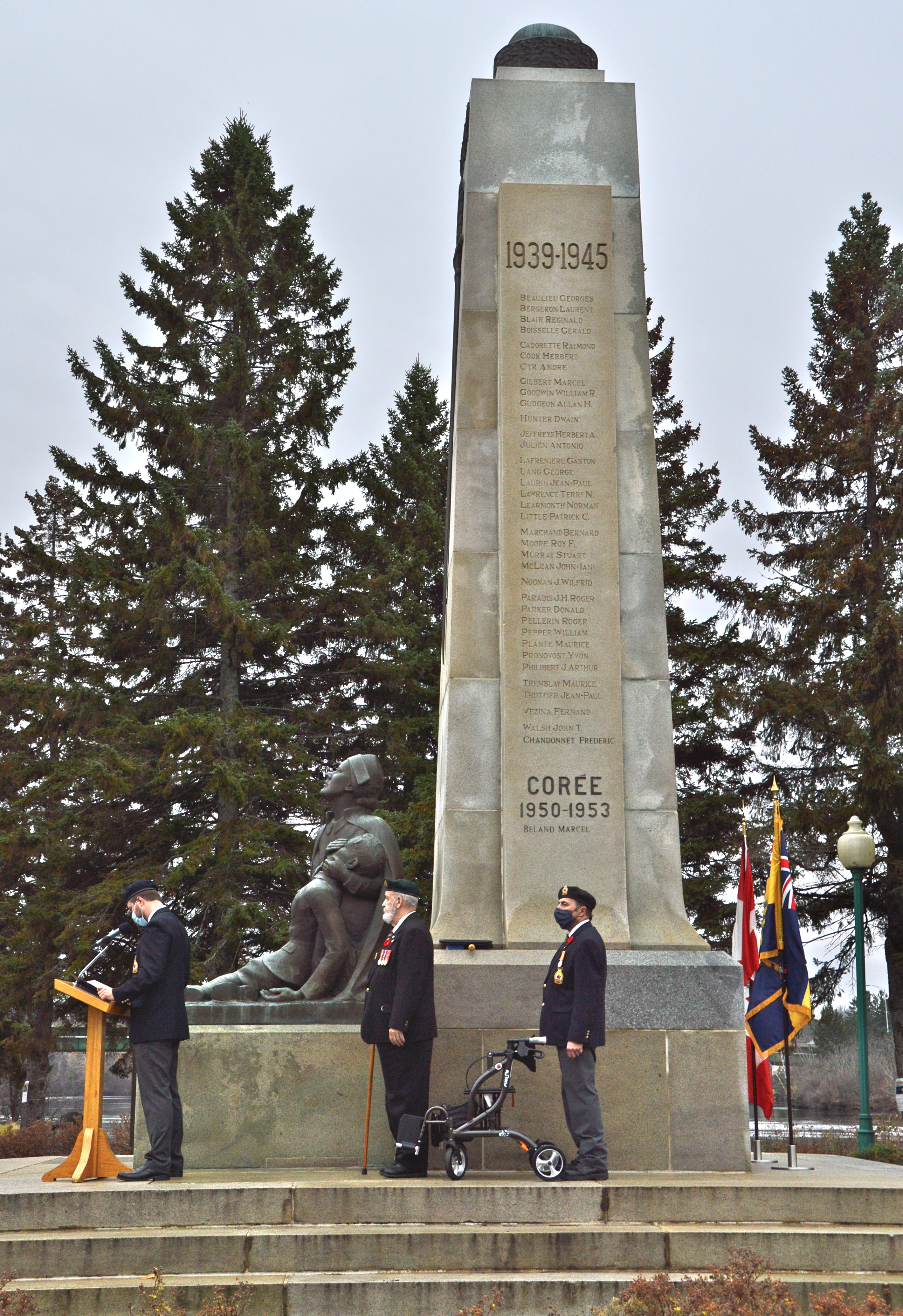
Le côté nord du monument.

C’est monsieur Daemen qui confectionna la liste de ceux qui ont perdu la vie durant la Première Guerre mondiale. Il est impossible de retrouver l’originale de cette liste et comprendre pourquoi certains noms n’ont pas été écrits. L’un de ces noms est celui du fils du premier maire de Shawinigan, monsieur Vivian Burrill. Le lance-caporal Vivian Luxmore Burrill est mort au combat en France le 4 juin 1917 à l’âge de 21 ans. Sa famille a fait poser une plaque dans la vieille église anglicane de Trois-Rivières.
Aucune information n’est disponible sur plusieurs noms. La raison est que certains jeunes hommes qui se sont enrôlés étaient des immigrants qui, après avoir quitté famille et pays, sont venus travailler dans les usines de Shawinigan. Ils provenaient surtout d’Italie et de Belgique.
Nous retrouvons le nom des 26 disparus pour la Première Guerre mondiale, le nom des 34 disparus de la Seconde Guerre mondiale, et le nom d’un seul disparu pour la guerre de Corée.

## Parc

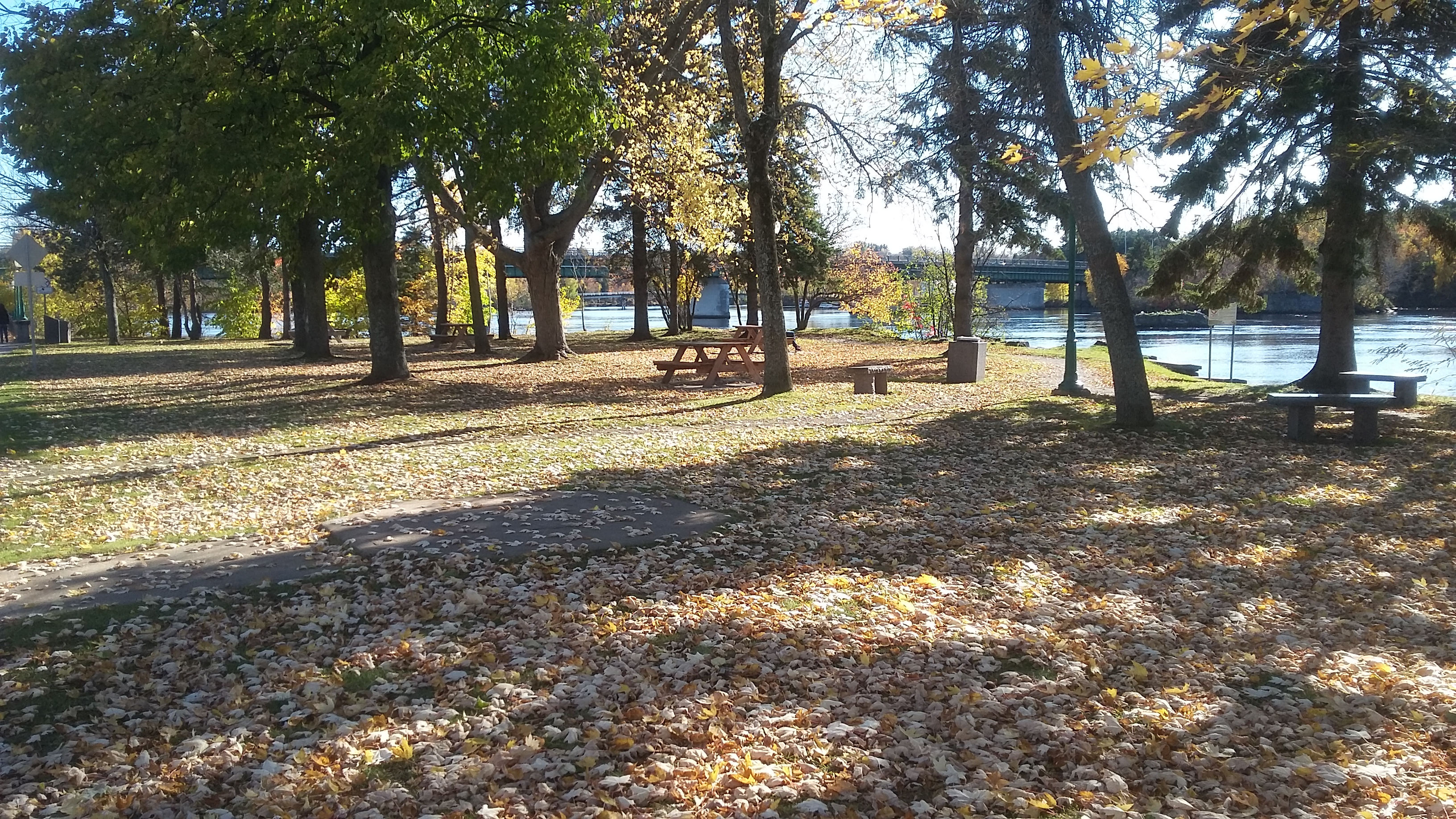
Parc des Vétrans.

L’endroit où le monument serait érigé n’a pas été choisi facilement. Certains voulaient élever le monument au coin de la 5e rue et de l’avenue de la Station. On proposa aussi un emplacement dans le parc St-Maurice. Mais c’est un endroit près de la rivière, sur le boulevard Saint-Maurice, qui a été choisi.
Le 17 novembre 1947, le Conseil Municipal de Shawinigan décida de donner un nom à l’endroit où sera érigé, en 1948, le Monument aux Braves. C’est celui d’un pionnier de la ville qui fut choisi, Hubert Biermans.
Le nouveau pont de Shawinigan qui, en 1959, demanda le réaménagement d’une partie du boulevard Saint-Maurice, a été la cause du déménagement du monument à son endroit actuel. Le nom du parc, place Biermans, fut rapidement oublié.
En 1982, le Conseil Municipal décida de donner le nom place Henri Dunant à l’endroit où s’élève le Monument aux Braves. Cet homme est à l’origine de la Croix-Rouge, organisme d’aide humanitaire. Une plaque fut installée près du monument.

## Canons
La présence du 62e Régiment d’Artillerie de campagne dans notre ville nous rapproche de cette arme qu’est le canon. Nous nous souvenons tous des deux canons en face de l’ancien manège militaire, coin boulevard Royal et rue Trudel. Mais certains ignorent que Shawinigan a déjà possédé une autre grosse pièce d’artillerie.
Un gros canon autrichien était situé à l’angle de la 5e rue et de la Station, une prise de la Première Guerre mondiale. Il était monté sur deux roues et de la catégorie d’artillerie lourde de campagne. En 1942 les autorités militaires l’envoyèrent à la fonte pour servir à la fabrication d’obus. Après la Seconde Guerre mondiale, un canon appartenant à la catégorie d’artillerie légère a été placé dans le parc Saint-Maurice. Il a été retiré vers les années 70.

## Corvette
Afin de se prémunir contre la menace croissante des sous-marins allemands, l’Amirauté britannique décida de lancer la construction de petits navires rapides et manœuvrables. Le gouvernement canadien a donc fait construire 125 corvettes au Canada, et les équipages étaient majoritairement formés de Canadiens.
Il été décidé de nommer les corvettes avec des noms de villes canadiennes. La ville marraine devait fournir aux membres de l’équipage de l’équipement et entretenir leurs vêtements. La ville de Shawinigan a donc accepté l’honneur de donner son nom à la corvette K-136. 
La corvette Shawinigan fut construite dans les chantiers maritimes de Lauzon, en face de la ville de Québec. Le lancement officiel eut lieu le 14 mai 1941 en présence du maire Bilodeau, mais elle entra en service le 26 novembre de la même année. Sa mission était de protéger les navires marchands entre New York et Terre-Neuve. Elle participa aussi à quelques opérations anti-sous-marins, sans en couler un seul. Mais elle recueillit par deux fois des survivants de navires coulés par des sous-marins. Son champ d’opération était le golfe du Saint-Laurent.
À la fin de 1944, elle devint l’escorte régulière pour le ferry-boat de Sydney. Le 24 novembre, elle reçut l’ordre de rejoindre le traversier SS Burgeo près de Port-aux-Basques. Elle n’arriva jamais au rendez-vous. Par contre, les riverains entendirent pendant la nuit le bruit d’une explosion.  Selon l’équipage du sous-marin U-1218, interrogé après la guerre, la Shawinigan naviguait en eau calme et au clair de lune. Les conditions étaient favorables à une attaque, et le sous-marin torpilla la corvette Shawinigan. Il n’y eut aucun survivant.
Au moment de sa disparition, il y avait 87 hommes, dont 7 officiers, à bord. Seulement cinq corps ont été retrouvés et identifiés. Le commandant était un Britannique, le lieutenant W.J. Jones. Seulement sept Canadiens-français étaient à son bord dont le cuisinier J.-B.-Alphonse Benoit. Ce dernier, en visite à Shawinigan en mars 1944, a été reçu à l’hôtel de ville. Il était originaire de Trois-Rivières. Un seul autre membre d’équipage était originaire de la région, le matelot A. Ashley Hibbard de Grand-Mère.
Au début de janvier 1945, le conseil municipal adapta une résolution de sympathies aux familles des marins disparus. Depuis 1997, un des douze navires de défense côtière à entrer en service porte le nom de la ville, en honneur du navire disparu. Le NCSM Shawinigan porte aussi les honneurs de bataille de la corvette K-136.